# Ewing Lake
Ewing Lake är en sjö i Kanada.   Den ligger i provinsen Alberta, i den centrala delen av landet, 2 800 km väster om huvudstaden Ottawa. Ewing Lake ligger 835 meter över havet. Arean är 6,2 kvadratkilometer. Den sträcker sig 5,4 kilometer i nord-sydlig riktning, och 3,8 kilometer i öst-västlig riktning.
Trakten runt Ewing Lake består till största delen av jordbruksmark. Trakten runt Ewing Lake är nära nog obefolkad, med mindre än två invånare per kvadratkilometer.